# Erich Schumm
Erich Schumm, född 9 november 1907 i Stuttgart, död 7 september 1979, var en tysk uppfinnare. Han är mest känd för torrbränslet ESBIT, vilket stod för Erich Schumm Brennstoff In Tabletten.